# Кућа Милорада Павловића
Кућа Милорада Павловића се налази у Београду у улици Краља Петра бр. 11-13. и има статус споменика културе.
Милорад Павловић је био трговац, а његова кућа је подигнута 1884. године. Кућа се састоји од два објекта са независним улазима, који су под заједничким кровом са јединствено обрађеном фасадом. Сматра се да је аутор ове куће архитекта Јован Илкић. У приземљу се налазила трговачка радња, што је условљено трговачким карактером саме улице у којој се кућа налази. На спратовима су се налазили станови. Фасада је обликована академски. Над рустичним приземљем налази се спрат, који је посебан по декоративно обрађеним прислоњени ступцима, са атлантима који носе изузетно јак кровни венац. По својим карактеристикама ова кућа спада у невеликом броју репрезентативних грађанских кућа, у Београду, с краја XIX века.